# Orchestra del Nuovo Teatro Verdi
L'orchestra del Nuovo Teatro Verdi è un'orchestra sinfonica con sede a Brindisi.

## Storia
Il primo Gennaio 2023, per la prima volta nella storia del Nuovo Teatro Verdi di Brindisi nasce l’orchestra residente fondata e voluta da Stefano Miceli.
L'Orchestra del Nuovo Teatro Verdi ha debuttato l'1 Gennaio 2023 in occasione del Concerto di Capodanno al Nuovo Teatro Verdi di Brindisi con musiche di Beethoven, Brahms e Shostakovich. 
L'orchestra ha inoltre inaugurato la prima stagione sinfonica al Nuovo Teatro Verdi. 
Il 26 Febbraio 2023 si è esibita per accogliere il Sottosegretario Generale delle Nazioni Unite, Atul Khare, alla presenza dell'Ambasciatore italiano Maurizio Massari, in visita istituzionale presso la Città di Brindisi. In questa occasione, il Sottosegretario Atul Khare ha ricevuto le chiavi della città.
In data 13 Aprile 2023 l'orchestra ha celebrato il 171º Anniversario dalla fondazione della Polizia di Stato presso il Nuovo Teatro Verdi con un concerto su musiche da film di Ennio Morricone e Nino Rota. Il 18 Agosto 2023 l'orchestra ha debuttato al primo Gran Gala di Ostuni presso la Citta di Ostuni, diretta dal suo fondatore Stefano Miceli.

## Direttore Musicale
Fondatore e direttore musicale: Stefano Miceli